# Postojanost pamćenja
Postojanost pamćenja (španjolski: La persistencia de la memoria, katalonski: La persistència de la memòria) je slavno ulje na platnu španjolskog nadrealističkog slikara Salvadora Dalíja iz 1931. godine. Jedno od njegovih najpoznatijih djela prvi put je prikazano u galeriji Julien Levy u New Yorku 1932. god., a od 1934. god. nalazi se u trajnom posjedu Muzeja moderne umjetnosti u New Yorku.
Dali je 1954. naslikao Dezintegraciju Postojanosti pamćenja kojom je svoju slavnu sliku rastavio na manje dijelove nagovještujući kako se nešto krije iza površine izvorne slike. Također je kasnije na ovoj slici temeljio mnoge svoje litografije i skulpture.

## Odlike
Slika prikazuje karakteristično Dalijevo prikazivanje „mekoće” i „tvrdoće”, što je bila tada vodeća teorija njegovog nadrealizma. Prema Dawnu Adesu „mekani satovi su nesvjesni simbolike relativnosti prostora i vremena, nadrealistička meditacija o kolapsu pojma uređenog svemira”. No, kada su Dalija upitali da li je to zapravo istina i da li je u svojoj slici pokušao utjeloviti Einsteinovu Teoriju relativnosti, on je odgovorio kako to nije tako, već da satovi predstavljaju Camembert sir koji se topi na suncu.
Na slici se u sredini prepoznaje ljudski lik u obliku „čudnog čudovišta”, za koju je Dali nekoliko puta spomenuo kako se zapravo radi o apstraktnom autoportretu. Ovaj lik koja blijedi zaravo predstavlja lik iz snova kojemu ne možemo točno odrediti fizionomiju i obris. Zatvoreno oko s trepavicama također naglašava snivanje. Možda je u pitanju Dalijev san, dok satovi predstavljaju prolaznost vremena koje osjeća snivač, ili postojanost vremena dok netko sniva. Narančasti sat u lijevom donjem kutu je prekriven mravima, što za Dalija predstavlja simbol propadanja.
Krajolik u pozadini predstavlja poluotok Cap de Creus, dok teška sjena u prvom planu pripada planini Pani. Mnoge njegove slike su inspirane ovim krajolicima iz Dalijeva rodnog kraja u Kataloniji.

## Vanjske poveznice
- The Persistence of Memory  Arhivirana inačica izvorne stranice od 23. lipnja 2011. (Wayback Machine), Authentic Society
- The Persistence of Memory, MoMA Online Collection